# Циркумцелиони
Циркумцелиони или Агонистици је назив за јеретичку секту која је у 4. веку била распрострањена у северној Африци.

## Секта
Идеал циркумцелиона била је мученичка смрт у опонашању Христовог страдања. Пошто је самоубиство смртни грех, циркумцелиони су трагали за неким ко би их убио на дивљачки начин. Због тога су често, наоружани тешким батинама, нападали пролазнике уз узвике „Хвалите Господа“. Циљ им је био да нападнуте толико уплаше да их ови убију из самоодбране. 